# Captain Marvel XXX: An Axel Braun Parody
Captain Marvel XXX: An Axel Braun Parody ist eine US-amerikanische Porno-Parodie auf den US-amerikanischen Film Captain Marvel. Die Hauptrolle spielt Kenzie Taylor.

## Handlung
Während der Arbeit an einer Mission wird Vers aka Captain Marvel von zwei Skrulls entführt und benutzt. Vers entkommt und verlässt das Skrulls-Schiff in einer Rettungskapsel, die schließlich auf der Erde landet. Ihre Anwesenheit zieht die Aufmerksamkeit von S.H.I.E.L.D. Agent Nick Fury auf sich, der ihr hilft, zu Monica Rambeau zu gelangen, Vers stellt ihre Erinnerungen wieder her. Plötzlich verwandeln sich Fury und Monica in Staub, weil Thanos schnappt und Captain Marvel in der Zeit zurückgehen und alle retten muss.

## Auszeichnungen
- 2020: AVN Award -Winner: Best Parody[1]
- 2020: AVN Award -Winner: Best Special Effects
- 2020: AVN Award -Winner: Best Makeup
- 2020: AVN Award -Winner: Best Soundtrack
- 2020: AVN Award -Winner: Best Transgender One-on-One Sex Scene (Aubrey Kate, Kenzie Taylor)
- 2020: XBIZ Awards – Winner: Best Art Direction
- 2020: XBIZ Awards – Winner: Best Special Effects

## Wissenswertes
- Der Film stellt die 60. Pornoparodie des Regisseurs Axel Braun dar.
- Lennon, eine ausgebildete Opernsängerin, singt den Song Asses, den Titelsong des Films und selbst eine Parodie des Deadpool 2 Titelsong Ashes gesungen von Celine Dion.[2]